# Кракаудорф
Кракаудорф (нем. Krakaudorf) — коммуна (нем. Gemeinde) в Австрии, в федеральной земле Штирия.
Входит в состав округа Мурау. Население составляет 652 человека (на 31 декабря 2005 года). Занимает площадь 29,68 км².

## Политическая ситуация
Бургомистр коммуны — Венцель Штайнхарт (АНП) по результатам выборов 2005 года.
Совет представителей коммуны (нем. Gemeinderat) состоит из 9 мест.
- АНП занимает 6 мест.
- СДПА занимает 3 места.